# Neocyclops stocki
Neocyclops stocki – gatunek widłonoga z rodziny Halicyclopidae. Nazwa naukowa tego gatunku skorupiaków została opublikowana w 1985 roku przez zoologa Giuseppe Lucio Pescego.